# Дюбен (крепость)
Крепость Дюбен (нем. Burg Düben), ранее называемый Дибни (нем. Dibni) — замок, расположенный в Германии, земля Саксония. Находится на небольшом холме на берегу реки Мульде, в пределах Дюбена в Северной Саксонии.

## История
Впервые замок Дюбен упоминается в 981 году при роспуске епископства Мерзебург ещё под славянским именем «Дибни». Местоположение крепости было очень благоприятным, так как она находилась у трассы древнего торгового пути. Таким образом, славянское поселение также возникало рядом с замком.
В ходе миграции немцев на восток фламандцы основывали общину в 1200 году наряду с замком, позже франкские и саксонские поселенцы присоединяли старые славянские усадьбы и образовывали таким образом город Дюбен.
В 1450 году был полностью разрушен во время дворянского спора между братьями Фридрихом и Вильгельмом фон Тюрингенскими.
С 1530 года в ней находится резиденция. Замок приобрел дурную славу в 1532 году из-за ссоры Ганса Кольхаза с дворянами Цашвицкими, которая тянулась до 1540 года (переговоры в Дюбене 1533 года).
Самым знаменитым владельцем мог бы быть Филипп Меланхтон Младший в 1554 году. Во время Тридцатилетней войны здесь заключили 15 сентября 1631 года Иоганн-Георг I и Георг Вильгельм союз против Фердинанда II. Императорское войско Иоганна Тилля победило в битве при Брейтенфельде. Союз не спас Дюбен от разрушений 1531, 1537, 1541 годов.
В городе состоялся последний суд на ведьмами в Германии.
Во время освободительных войн с 10 по 14 октября 1813 года Наполеон имел штаб-квартиру в замке Дюбен. По собственным словам, здесь он провёл худшие дни в своей жизни. После 1815 года крепость отошла к Пруссии.
После Второй мировой войны под покровительством известного исследователя Вилли Винклера были созданы музеи краеведения и ландшафта, рассказывающие о Дюбене и о Дюбенском боре.

## Строительство
Главная башня замка (построена в 1206 году) является старейшим строением крепости. В ней находится так называемый подвал ведьм. За башней находится главное строение, которое было построено в качестве резиденции Дюбена. В нём находятся два музея: краеведческий и ландшафтный. Рядом находится домик смотрителя, в котором размещено маленькое кафе. Все здания были отремонтированы в 1997—1999 годах. У подножия крепости находится отреставрированная мельница, использующая течение реки.
- Главная башня и главное здание
- Крепость Дюбен с запада
- Двор и дом смотрителя